# A13 (Luxemburg)
L'A13 o autopista A13 coneguda també com a Col·lector Sud / Connexió amb el Sarrre (en francès: Collectrice du Sud / Liaison avec la Sarre) per les seves respectives meitats occidental i oriental, és una autopista que viatja d'oest a est a l'extrem sud de Luxemburg. Té 42,310 quilòmetres (26,290 milles) de longitud i connecta Pétange amb Schengen prop de la frontera amb Alemanya, forma part de la ruta europea E29.

## Descripció
L'A13 va ser inaugurada en vuit seccions separades::
- Desembre de 1990: Bascharage - Sanem
- 1993: Pétange - Bascharage
- Octubre de 1993: Kayl - Burange
- Gener de 1994: Schifflange - Kayl
- 3 de juny de 1994: Sanem - Lankelz
- 3 de juny de 1994: Esch-sur-Alzette - Schifflange
- Juliol de 1995: Rodange - Pétange
- 24 de juliol de 2003: Hellange - Schengen

## Ruta
| Cruïlles i estructures |                         |              |
|                        | Rotonda                 |              |
| (J1)                   | Pétange                 |              |
| (J2)                   | Sanem                   |              |
| (J3)                   | Differdange             |              |
|                        | Túnel Aessen            |              |
|                        | Túnel Ehlerange         |              |
| (J4)                   | Ehlerange               |              |
|                        | Cruïlla de Lankelz      | A4 Luxemburg |
| (J5)                   | Lallange                |              |
|                        | Cruïlla d'Esch          | A4 Luxemburg |
| (J6)                   | Schifflange             |              |
| (J7)                   | Kayl                    |              |
| (J8)                   | Burange                 |              |
|                        | Cruïlla de Bettembourg  | A3 Luxemburg |
| (J9)                   | Hellange                |              |
|                        | Túnel Frisange          |              |
| (J10)                  | Frisange                |              |
| (J11)                  | Altwies                 |              |
|                        | Viaducte Altwies        |              |
|                        | Túnel Mondorf-les-Bains |              |
| (J12)                  | Mondorf-les-Bains       |              |
|                        | Túnel de Markusbierg    |              |
| (J13)                  | Schengen                |              |
|                        | Viaducte Schengen       |              |
| Alemanya               | Frontera amb Alemanya   |              |